# Nemocnice Milosrdných sester sv. Karla Boromejského
Nemocnice Milosrdných sester sv. Karla Boromejského (též Nemocnice pod Petřínem) je pražská nemocnice provozovaná Kongregací Milosrdných sester svatého Karla Boromejského. V současné době je jedinou církevní nemocnicí s akutní péčí na území České republiky. V roce 2006 zvítězila v internetové anketě o nejlepší nemocnici v očích pacientů v kategoriích nejlepší nemocnice Hlavního města Prahy a nejlepší nemocnice České republiky, o rok později skončila v téže anketě na druhém místě a v roce 2008 byla čtvrtá.
Součástí nemocnice je kompresorová stanice pro výrobu kyslíkem obohaceného vzduchu a medicinálního vzduchu. Nemocnice spolupracuje s řadou škol v oblasti praktické výuky týkající se zdravotnictví a sociální péče.

## Základní údaje
Nemocnice se nachází v Praze 1 pod Petřínem a má kapacitu 174 lůžek v 6 odděleních (Interním, Chirurgickém, Anesteziologicko-resuscitačním, Rehabilitačním, Paliativním a Oddělení následné péče). Mimo to má nemocnice Radiodiagnostické oddělení, laboratoře, lékárnu a autoprovoz. Součástí nemocnice je v roce 2007 renovovaná kompresorová stanice pro výrobu kyslíkem obohaceného vzduchu a medicinálního vzduchu.
Nemocnice spolupracuje s řadou škol v oblasti praktické výuky týkající se zdravotnictví a sociální péče, mimo jiné s Karlovou univerzitou, VOŠZ Suverénního řádu maltézských rytířů, CSZŠ Jana Pavla II. a Dívčí katolickou střední školou.
Mimořádný důraz je kladen na duchovní potřeby nemocných: areál nemocnice je spojen s kostelem sv. Karla Boromejského, kde se denně konají bohoslužby, které jsou rozhlasem přenášeny na nemocniční pokoje. Nemocní mají denně možnost hovořit s knězem a přijmout svátost smíření, svaté přijímání či pomazání nemocných.

## Historie

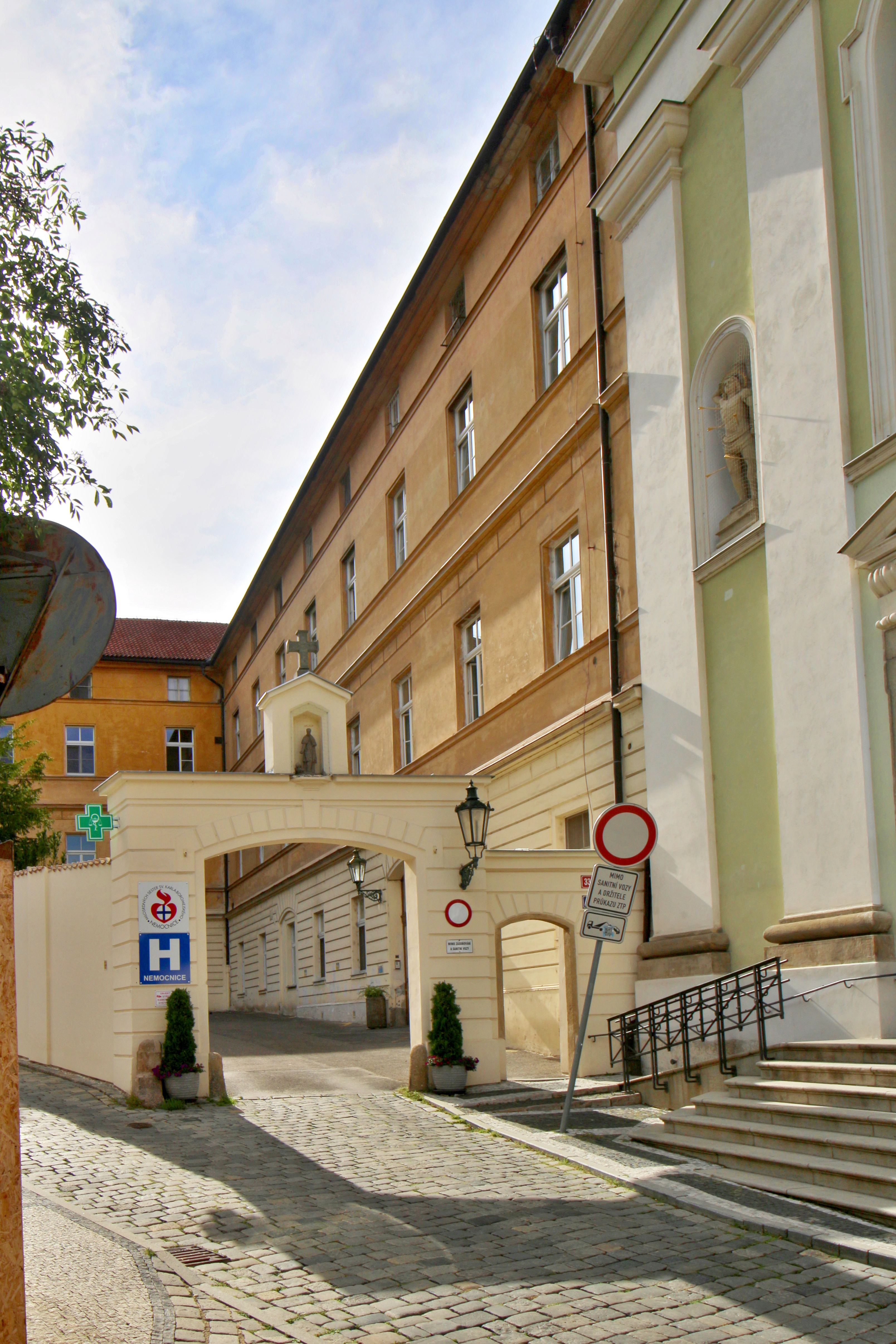
Vjezd do nemocnice v ulici Vlašská

Počátky historie malostranského špitálu sahají do 16. století, kdy v místech dnešní nemocnice bývaly již od středověku vinice strahovských premonstrátů. Jeden ze zdejších domů (dnes č.p. 337) roku 1842 zakoupil řád Milosrdných sester, a v jeho okolí byla v letech 1851–1854 vystavěna hlavní budova nemocnice a také mateřince kongregace podle návrhu architekta Adalberta Gudera. Patronaci nad nemocnicí převzal kníže František Jiří z Lobkovic a jeho sestra Helena. V roce 1854 pak byla dokončená stavba vysvěcena a nemocnice, zpočátku pouze pro ženské pacientky, zahájila svou činnost.
V roce 1855 nemocnice, kterou některé sestry původně považovaly za zbytečně velkou, nestačila návalu pacientů, a proto byla v roce 1856 zahájena přístavba nového křídla budovy. V téže době byl též dokončen kostel. V roce 1893 přibyly další nemocniční objekty.

### Vdobě Protektorátu
V době nacistické okupace nemocnice fungovala bez větších problémů, přestože řada sester podporovala protinacistický odboj. V téže době zároveň došlo k realizaci dávného plánu na zřízení vlastní řádové zdravotnické školy.
Během květnového povstání pak byla jakousi hlavní nemocnicí povstalců, bylo sem převezeno množství raněných, ale také vězňů propuštěných z koncentračního tábora v Terezíně ad. Budovy nemocnice byly poškozeny několika zásahy dělostřeleckých granátů, z nichž jeden (zápalný) způsobil požár, který se ale podařilo uhasit. Ani tyto události (ani skutečnost, že nemocnici vedla Češka), však neuchránily sestry boromejky před nařčením z kolaborace. Komunisty ovládané úřady a akční výbor vytvořený civilními zaměstnanci nemocnice prohlásily nemocnici za konfiskát podle Benešových dekretů (generální představená kongregace boromejek byla německé národnosti, stejně jako asi 1/4 sester), zabraly ji a snažily se vyštvat sestry mimo Prahu. Všechny tyto kroky však musely být v prosinci 1945 zrušeny jako nezákonné.

### Po roce 1948
Po komunistickém převratu, 31. prosince 1948 byla nemocnice bez náhrady znárodněna. Sestry pracovaly dál u nemocných až do 13. srpna 1952, kdy byly všechny na hodinu propuštěny. Ředitel nemocnice Dr. Kopřiva to oznámil na schůzi lékařů, kde to odůvodnil přáním lékařského kolektivu. Na protesty lékařů, kteří takové odůvodnění odmítli, zareagoval zopakováním tohoto odůvodnění, nařídil jim, že mají dohlédnout na provoz nemocnice a její vyklizení od sester a celé sezení ukončil. Sestry byly ještě týž den násilím eskortovány do internačních klášterů či na jiná místa, kde byly drženy v nezákonné internaci (44 sester bylo odvezeno do Trutnova jakožto nové dělnice pro tamní továrny). Při jejich odvozu museli příslušníci StB a policie násilím vyklidit dvůr nemocnice a Vlašskou ulici, protože jinak by vozy nemohly pro masy protestujících pacientů a místních obyvatel projet.
Během komunistického hospodaření nemocnice měnila jméno (nejprve byla nemocnicí Dr. Budína, posléze nemocnicí Pod Petřínem) a dočkala se několika necitlivých přestaveb a přístaveb. Celkově však její areál značně zchátral. Formálně příslušela pod Fakultní nemocnici. 

### Po roce 1989
Po Sametové revoluci v roce 1989 nastal postupný návrat boromejek do nemocnice. V roce 1990 nastoupily do nemocnice celkem tři sestry, v roce 1992 Fakultní nemocnice uznala areál za vlastnictví kongregace a 1. října 1993 se nemocnice osamostatnila pod současným jménem. Boromejky tvoří jen malou část zaměstnanců nemocnice a neslouží ani na všech odděleních. V červnu 2006 jich v nemocnici pracovalo dvacet. V nemocnici působí Duchovní služba, hlavní kaplankou je S. M. Anna Mgr. et Mgr. Vendula Malichová, Řád premonstrátských řeholních kanovníků.

## Socha Piety

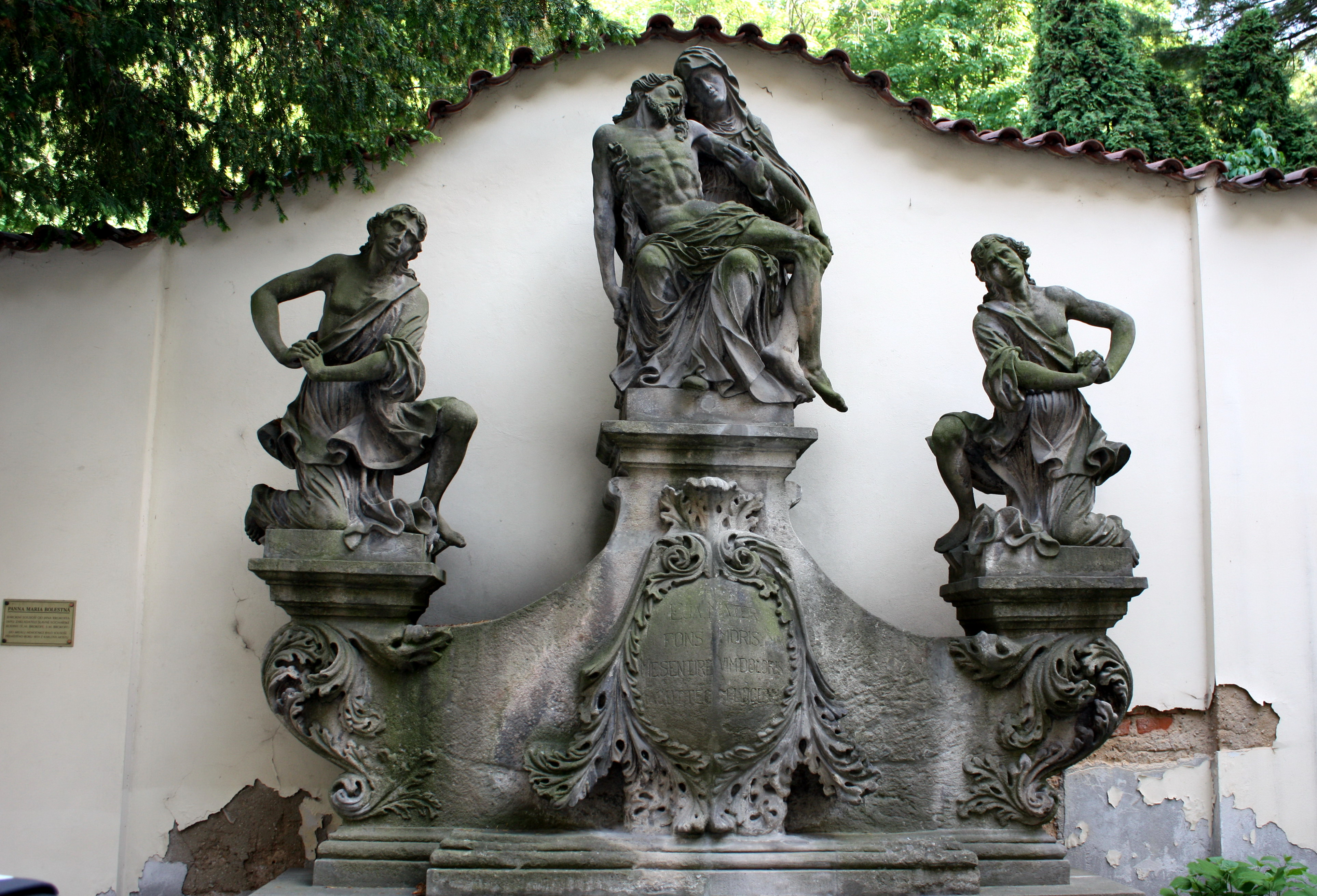
Pieta od Jana Brokofa

Ve dvoře proti vstupu do nemocnice je umístěno barokní sousoší Piety, Marie oplakávající Krista sejmutého z Kříže a doprovázená dvěma anděly. Jedná se o dílo Jana Brokoffa z let 1695-1696, které bylo první barokní kamennou sochou na Karlově mostě. Roku 1859 ji nahradila Pieta s Marií Magdalénou a Janem Evangelistou od Emanuela Maxe, která lépe odpovídala dobovému klasicisujícímu vkusu.